# Velenje
Velenje er en by i Slovenien. Byen nævnes første gang i 1250 og som markedsby i 1264. 
Spor fundet i Šaleška-dalen vidner om at dalen var beboet i den præhistoriske tid. Der er fundet spor af præhistoriske mennesker i Mornova Zijalka-grotten ved Šoštanj og i Špehovka-grotten. Det er også fundet spor fra Romerriget i Šaleška-dalen.
I det 16. århundrede blev Šaleška-dalen hjemsted for et stort antal protestanter, som byggede skole i Velenje. Dalen er hjem for over 20 klostre og er kendt som "Klostrenes dal".
I 1801 hærgede en stor brand Velenje og hele markedet og St. Marija-kirken blev brændt ned til grunden. I 1889 var der kun 364 indbyggere i byen.
Velenje begyndte at vokse i slutningen af det 19. og starten af det 20. århundrede, da kulminen åbnede udenfor byen. 
Efter 1950 voksede behovet for kul og dermed voksede byen. I byen ligger Gorenjes fabrikker